# Тоцкий, Владлен Николаевич
Владле́н Никола́евич То́цкий (укр. Владлен Миколайович Тоцький; род. 14 декабря 1936, с. Остапковцы Каменец-Подольской области (ныне Хмельницкой), УССР) — советский и украинский биохимик, генетик. Доктор биологических наук (1982), профессор (1983), академик АН Высшей школы Украины. Руководитель научной школы «генетико-биохимические механизмы адаптации»; декан биологического факультета ОНУ имени И. И. Мечникова (1973—1982), проректор по учебной работе ОНУ имени И. И. Мечникова (1982—1989). Заслуженный деятель науки и техники Украины; Медаль «За доблестный труд»; лауреат премии им. А. В. Палладина НАН Украины; Почетная грамота Кабинета Министров Украины.

## Биография
В. М. Тоцкий родился 14 декабря 1936 года в с. Остапковцы Каменец-Подольской обл. (ныне Хмельницкой) в семье учителей. В 1953 году окончил среднюю школу. С 1953 по 1959 годы учился в Одесском медицинском институте. С 1959 по 1961 годы — врач сельской больницы, с 1961 по 1964 годы — аспирант кафедры биохимии Одесского медицинского института.
В 1964 году В. М. Тоцкий защитил кандидатскую диссертацию «Содержание АТФ и АТФазная активность органов и тканей белых крыс при раздельном и совместном действии на организм рентгеновских лучей, хлорэтиламинов и этиленаминов». Работает сначала ассистентом кафедры биохимии Одесского медицинского института, а затем старшим преподавателем кафедры биохимии Одесского государственного университета (ныне — Одесский национальный университет имени И. И. Мечникова).
С 1967 по 1969 годы преподавал в Улан-Баторском университете Монгольской Народной Республики. За помощь в организации образования на биологическом факультете Улан-Баторского университета награждён медалью «За доблестный труд».
С 1970 года В. М. Тоцкий — доцент кафедры биохимии, а с 1973 по 1982 годы — декан биологического факультета Одесского государственного университета. С 1977 года — заведующий кафедрой генетики и дарвинизма, которую реорганизовал в кафедру генетики и молекулярной биологии.
В 1982 году защитил диссертацию «Мембранный транспорт некоторых коферментных витаминов» в Институте биохимии АН Украины и получает степень доктора биологических наук. В 1983 году получил звание профессора. С 1982 по 1989 годы занимал должность проректора по учебной работе Одесского государственного университета.
В. М. Тоцкий в течение ряда лет возглавляет экспертный совет Министерства образования по биологии, сейчас является экспертом научно-технического совета МОН по направлению «Биология, биотехнология, питание». Он является научным редактором журнала «Вестник Одесского национального университета. Серия: Биология», а также членом редколлегии «Одесского медицинского журнала». С 1998 года — член специализированного совета в Селекционно-генетическом институте, эксперт ВАК Украины — 2001/2003 год.
С 1998 года В. М. Тоцкий — академик АН высшей школы Украины.

## Научная деятельность
Круг научных интересов В. М. Тоцкого — от проблем мембранного транспорта витаминов и коферментов до генетических механизмов онтогенетической и филогенетической адаптации растений и животных. В последние годы его внимание приковано к разработке генетических проблем адаптации, и в частности вопросов адаптации структурных генов при воздействии на организмы неблагоприятных факторов среды.
В. М. Тоцким было начато исследование по выяснению механизмов мембранного транспорта витаминов, изучению изменений проницаемости биомембран в витамины при различных физиологических условиях существования и поиска путей коррекции мембранного транспорта витаминов при его нарушениях. Следствием этих исследований была публикация около сотни работ, среди них — две монографии, одна из которых (Транспорт жирорастворимых витаминов — Киев : Наук. думка, 1980) была отмечена премией им. А. В. Палладина НАН Украины. Исследования автора относительно механизмов мембранного транспорта никотиновой кислоты, никотинамида, липоевой кислоты и других витаминов, и коферментов были существенным вкладом в отечественную витаминологию, новым направлением ее развития. Особого внимания заслуживают работы В. М. Тоцкого о нарушениях и возможных путях коррекции мембранного транспорта витаминов при гравитационных перегрузках организмов. Указанные работы знаменовали оригинальное направление исследований в авиакосмической биологии и медицине.
На созданной В. Н. Тоцким кафедре генетики и молекулярной биологии ведутся исследования по проблеме генетических механизмов адаптации и становления адаптивного гетерозиса. Методами традиционной и нетрадиционной селекции получены перспективные для народного хозяйства генотипы солеустойчивые форм ячменя, производительных в условиях засухи форм эспарцета, картофеля и других сельскохозяйственных растений. Генно-инженерными методами созданы трансгенные растения картофеля, устойчивые к глифосату, а также штаммы B. putida, способные к сверхсинтезу метионина. Эффективность одного из штаммов подтверждена получением авторского свидетельства.
Всего В. М. Тоцким опубликовано более 200 работ, из них около 100 журнальных статей в отечественных и зарубежных изданиях, три монографии, 10 учебных пособий, а также первый украинский учебник по генетике.

## Труды
- Транспорт жирорастворимых витаминов / Тоцкий В. Н., Халмурадов А. Г., Р. В. Чаювец. – Киев : Наук. думка, 1980;
- Мембранный транспорт коферментных витаминов и коферментов / В. Н. Тоцкий, А. Г. Халмурадов, Р. В. Чаговец. – Киев : Наук. думка, 1982;
- Згадуючи минуле, думаємо про майбутнє // Времена и годы : воспоминания ветеранов войны и труда Одесского университета / ОНУ им. И. И. Мечникова ; редкол.: М. Е. Раковский [и др.]. – Одесса : Астропринт 1998. – Вып. 2. – С. 124-130;
- Генетично-біохімічні механізми адаптації природних і штучно створених генотипів / В. М. Тоцький // Вісник ОНУ. – 2000. – Т. 5, вип. 1 : Біологія. – С. 299-308.
- Множинні молекулярні форми пероксидази та супероксиддисмутази в процесі де диференціації клітин за калусогенезу у картоплі / В. М. Тоцький, В. А. Топтіков, Л. Ф. Дьяченко, О. Б. Полодієнко // Вісник ОНУ. – 2000. – Т. 5, вип. 1 : Біологія. – С. 108-114.
- Биологические проблемы клонирования и генотерапии / В. Н. Тоцкий, А. Л. Сечняк // Социально-правовые аспекты клонирования человека. – Одесса, 2001. – С. 45-68.
- Генетика : підруч. для студ. біол. спец. вищих навч. закладів / В. М. Тоцький. – 2-е вид. – Одеса : Астропринт. – 2002. – 710 с.
- Збірник тестових завдань для контролю самостійної роботи студентів та проведення модульного контролю з дисципліни «Генетика з основами селекції» : до 140-річчя університету / В. М. Тоцький. – Одеса : ОНУ ім. І. І. Мечникова, 2004. – 69 с.
- Генетика в Одеському національному університеті ім. І. І. Мечникова (1865-2005) / В. М. Тоцький, Т. П. Бланковська, Н. Г. Гандірук. – Одеса : Астропринт, 2005.
- Варіабельність кількісних ознак в різних популяціях рослин ячменю після обробки насінин колхіцином / Р. І. Кедік, В. А. Топтіков, Л. Ф. Дьяченко, В. М. Тоцький, // Вісник ОНУ. – 2008. – Т. 13, вип. 14 : Біологія. – С. 75-87.
- Вплив колхіцину на ранні стадії розвитку та продуктивність рослин ячменю С1-покоління / Р. І. Келік, В. А. Топтіков, В. М. Тоцький [та ін.] // Вісник ОНУ. – 2008. – Т. 13, вип.4 : Біологія. – С. 142-150.
- Динаміка експресивності пероксидази і супероксиддисмутази в процесі яровизації рослин майже ізогенних ліній пшениці сорту Миронівська 808 / Л. Ф. Дьяченко, В. М. Тоцький, В. І. Файт, В. А. Топтіков // Вісник ОНУ. – 2009. – Т. 14, вип. 8 : Біологія. – С. 33-42.
- Приспособленность линий Drosophila melanogaster,мутантных по генам b, cn и vg / Н. М. Алшибли, Н. Д. Хаустова, В. Н. Тоцкий // Вісник ОНУ. – 2002. – Т. 7, вип. 1 : Біологія. – С. 63-68.
- Некоторые физиолого-биохимические показатели озимых и яровых генотипов злаков при действии экстремальных температурных условий / В. А. Топчиков, Л. Ф. Дьяченко, В. Н. Тоцкий // Вісник ОНУ. – 2010. – Т. 15, вип.6. – С. 49-56.
- Сравнительная морфологическая характеристика Rapana venosa (Gastropoda : Muricidae , Rapaninae) из разных акваторий северной части Чёрного моря / О. А. Ковтун, В. А. Топтиков, В. Н. Тоцкий // Вісник ОНУ. – 2014. – Т. 19, вип. 1(34) : Біологія. – С. 68-80.
- Сравнительный анализ адаптивного потенциала особей рапаны (Rapana venosa valenciennes, 1846) и мидии (Mytilus galloprovincialis lamark, 1819) из одного биотопа / В. А. Топтиков, В. Н. Тоцкий, Т. Г. Алексеева // Вісник ОНУ.– 2014. – Т. 19, вип. 2(35) : Біологія. – С. 61-76.